# Mindija
Mindija (v gruzínském originále მინდია) je opera o třech dějstvích a třech obrazech gruzínského skladatele Otara Vasiljeviče Taktakišviliho na libreto Revase Tabukašviliho, napsané na motivy básní Važi Pšavely (Luka Razikašvili, 1861–1915). Premiéru měla 21. (nebo 23.) července 1961 ve Státním akademickém divadle opery a baletu v Tbilisi.

## Vznik, historie a charakteristika opery
Taktakišvili si pro svou první operu vybral libreto založené na několika básních básníka Važi Pšavely. Již dříve zhudebnil některé jeho verše, z nichž Baladu o zraněném orlu, již zkomponoval v letech 1949–1950, začlenil do opery jako metaforu.
Kavkazolog Heinz Fähnrich o Pšavelovi píše, že „ústředním motivem jeho básnické tvorby je vztah mezi člověkem a přírodou, jakož i konflikt mezi humanistickým usilováním individua o svobodné sebeurčení a tradicí“. To je i hlavním tématem Taktakišviliho opery Mindija. Dějový základ poskytla Pšavelova báseň Smeëed, avšak s četnými úpravami, lyrické části pocházejí i z jiných básní. Hlavní hrdina touží po souladu s přírodou, ale lidské konvence jej nutí jednat proti svému přesvědčení. Dvakrát je nucen v sebeobraně zabíjet. Nejprve v boji proti nepříteli, za což získá u lidí titul hrdiny, ale příroda tomu nepřikládá význam; podruhé v boji v rámci krevní msty, což mu opět vynese u lidí uznání, ale u přírody hněvivé výčitky.
Příběh není v libretu ani v hudbě řešen přímočaře a důsledně, důležité jsou spíše psychologické obrazy situací. Základní symfonický hudební proud využívá typické prvky gruzínské hudby (ostinata, klesající chromatické běhy a podobně) a přechází v hymnickou hudbu pro hlasy přírody. Do tohoto rámce jsou vloženy tradiční operní útvary reprezentující svět reálných lidí: ariosa, vojenské písně, žalozpěvy, sbory. Podle ruského Hudebního slovníku (Muzikalnyj slovar) se v opeře projevila Taktakišviliho „schopnost vytvořit jasné hudební obrazy, ukázat jejich psychologický rozvoj a sestavit komplexní hromadné scény“.
Opera Mindija byla uvedena na řadě scén v Sovětském svazu (již v roce 1972 v divadlech v Minsku, Jerevanu, Tartu a Kutaisi) i jiných zemích (1974 Saarbrücken, 1982 Meiningen). V Československu ji uvedlo Státní divadlo Oldřicha Stibora v Olomouci, premiéra se konala 12. října 1975, a roku 1986 pak Státní divadlo Košice
.
Premiéra opery Mindija byla – alespoň ještě koncem 80. let 20. století – označována za „nejvýznamnější událost gruzínských hudebních dějin nové doby“. Stála na počátku domácího a mezinárodního úspěchu Taktakišviliho tvorby.
Představení opery Mindija trvá přibližně 1 hodinu 35 minut.

## Osoby

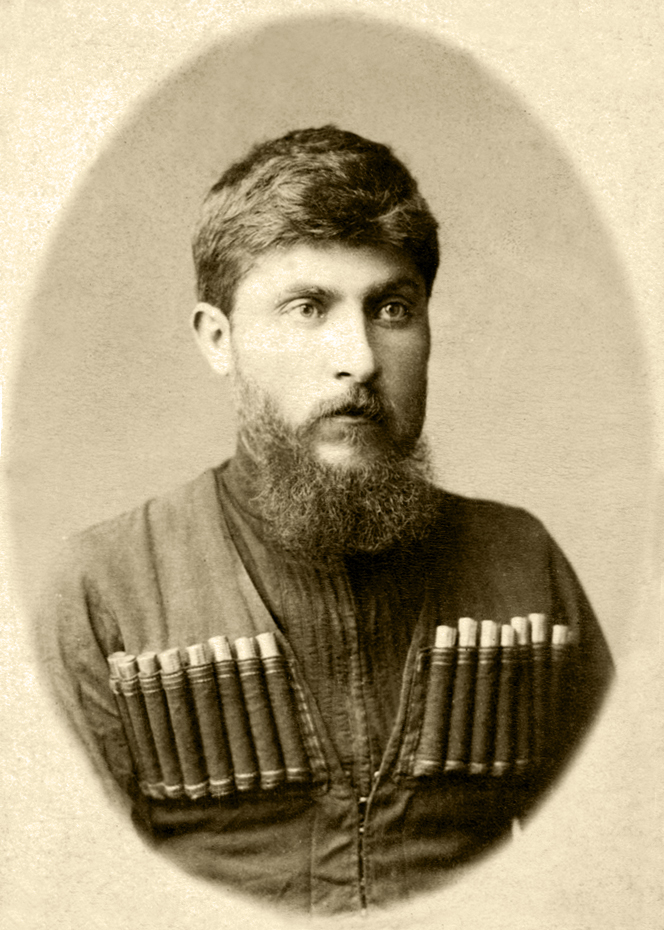
Važa Pšavela

| Postava                                         | Hlasový obor  | Obsazení české inscenace (1975)       |
| ----------------------------------------------- | ------------- | ------------------------------------- |
| Mindija, mladý horal                            | tenor         | Konrád Tuček / Jiří Olejníček         |
| Mzija, jeho milá                                | soprán        | Růžena Jelínková / Jana Stupárková    |
| Čalchija, horal                                 | baryton       | Pavel Stejskal / František Šifta      |
| Chevisberi, Mindijův otec, vůdce horalů         | bas           | Ludovít Kovácz / Jan Kyzlink          |
| Posel                                           | bas           | František Bartůněk / Josef Šulista    |
| Vypravěč                                        | mluvená role  | Miroslav Rataj                        |
| Vesničané; sbor, který reprodukuje hlas přírody |               |                                       |
| Dirigent:                                       | Dirigent:     | Miloš Konvalinka / František Preisler |
| Režie:                                          | Režie:        | Jiří Glogar                           |
| Choreografie:                                   | Choreografie: | Luboš Ogoun                           |
| Výprava:                                        | Výprava:      | Jiří Procházka                        |
| Kostýmy:                                        | Kostýmy:      | Josef Jelínek                         |

## Děj opery
Odehrává se v neurčité minulosti v Gruzii.

### 1. dějství
Mladý voják Mindija se vrací po delší době ze zajetí do svých rodných hor. Doufá, že po válečných strastech nalezne v domově klid a mír. Má vzácný dar, rozumí hlasům zvířat a rostlin svého kraje. Ty ho vítají zpět, poznávajíce v něm přátelského, mírumilovného člověka.
Tak si ho však nepředstavuje Mindijův otec Chevisberi. Jakmile se se synem přivítá, vyzývá ho, aby se vypravil pomstít se na Čalchijovi, který prý zabil jeho bratra.

### 2. dějství
Mindija se vzpírá otcovu příkazu. Slyší přírodu, jak jej vyzývá k lásce a svornosti. Nechce prolévat krev a přeje si přerušit koloběh krevní msty. Vesničané to nechápou a mají jej za zbabělce.
Mindija dostane příležitost prokázat svou odvahu. Zemi přepadne nepřítel a Mindija se staví do čela lidu, bojuje jako hrdina, takže se nakonec podaří útočníka vyhnat.

### 3. dějství
Mindija doufá, že čas míru a štěstí konečně nadešel. Ale krevní msta není zapomenuta a nejen otec, který po zranění v bitvě s nepřítelem leží na smrtelném loži, al i Mindijova milá Mzija na něj naléhají, aby krvavý dluh vyrovnal a Čalchiju zabil.
Mindija opět s těžkým srdcem, ale rozhodně odmítá. Jenže i sám Čalchija se cítí uražen, že Mindijovi nestojí za pomstu, a napadne ho se zbraní. Mindija se brání a při tom Čalchiju zabije.
Zatímco ostatní jsou s jeho činem spokojeni a chtějí jej přivítat zpět do svého středu, Mindija naslouchá jen hlasům přírody, které mu krvavý skutek hněvivě vyčítají. pouští lidi a odchází do hor, kde chce konečně ve smrti nalézt vytoužený mír.

## Instrumentace
Tři flétny, tři hoboje, tři klarinety, tři fagoty, čtyři lesní rohy, čtyři trubky, tři pozouny, tuba, tympány, bicí souprava, harfa, klavír, smyčcové nástroje (housle, violy, violoncella, kontrabasy).

## Diskografie
- 1963 (Д—012553-6). Hrají a zpívají (Mindija) Z. Andžaparidze, (Mzija) O. Kuzněcova, (Čalchija) P. Amiranašvili, (Chevisberi) I. Šušanija, (posel) I. Šušanija, (vypravěč) M. Pogorželskij. Sbor a orchestr Všesvazového rozhlasu řídí Odissej Dimitriadi (zpíváno v ruském překladu E. Alexandrovové).[6]